# Fredric Brown
Fredric William Brown (29. října 1906, Cincinnati, Ohio – 11. března 1972, Tucson, Arizona) byl americký novinář, scenárista, humorista a spisovatel fantasy a science fiction, jeden z autorů období tzv. Zlatého věku sci-fi.

## Život
Ve čtrnácti letech mu zemřela matka a o rok později otec. Pracovat začal v šestnácti letech a prošel různými zaměstnáními, byl úředníkem, zaměstnancem cirkusu, knihovníkem i soukromým detektivem. V letech 1927–1928 se snažil studovat na vysoké škole, ale studia záhy opustil. Roku 1929 se oženil a s manželkou měl dva syny. Od roku 1936 začal psát humoristické povídky pro různé časopisy. V letech 1937–1945 pracoval jako korektor v Milwaukee Journal. Roku 1938 vydal své první detektivní příběhy. Pro pulpové magazíny psal kromě detektivek také sci-fi povídky a westerny. V žánru science fiction debutoval roku 1941 povídkou Not Yet the End (Ještě není nic ztraceno). Svůj nejznámější sci-fi příběh Arena (Aréna) vydal roku 1944. Úspěch jeho detektivního románu The Fabulous Clipjoint (1947, Báječný zapadák), za který obdržel roku 1948 cenu Edgara Alana Poea (Edgar Award) za nejlepší románovou prvotinu, mu umožnil stát se spisovatelem z povolání.
Roku 1947 se rozvedl se svou první ženou a následující rok se oženil s Elizabeth Charlierovou. Protože měl vždycky problémy s alergiemi a astmatem, přestěhoval se s manželkou roku 1954 do Tucsonu v Arizoně, kde doufal najít pro své zdraví lepší životní podmínky. Nemoc se mu však neustále zhoršovala a začal mít také problémy s alkoholem. Roku 1965 přestal být literárně činný a roku 1972 zemřel na rozedmu plic.
V žánru science fiction se proslavil jako tvůrce krátkých a většinou humorně laděných povídek (tzv. short short story) v době, kdy byl humor ve sci-fi velmi vzácný. Kromě povídek napsal celou řadu románů, a to nejen sci-fi ale i detektivních, v nichž v mnoha případech vystupuje dvojice amatérských detektivů, strýc Ambrose Hunter a jeho synovec Ed Hunter. Kromě toho napsal několik scénářů pro televizní seriál Alfreda Hitchcocka Alfred Hitchcock Presents (1957–1959, Alfred Hitchcock uvádí).

## Dílo

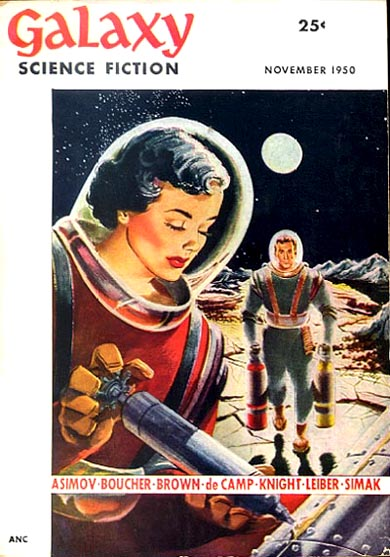
Obálka magazínu Galaxy Science Fiction z roku 1950 s obrázkem k Brownově povídce Líbánky v pekle.

### Nejznámější povídky
Následující seznam obsahuje především sci-fi povídky, pokud jde o detektivní povídku, je takto označena.
- The Moon for a Nickel (1938, Měsíc za niklák), detektivní povídka.
- Blood of the Dragon (1939, Dračí krev), detektivní povídka.
- Bloody Murder (1940, krvavá vražda), detektivní povídka.
- Not Yet the End (1941, Ještě není nic ztraceno), první autorova sci-fi povídka, česky také pod názvem Ještě není pozdě.
- The Star Mouse (1942, Hvězdná myš), první bytostí poslanou do vesmíru byl myšák Mitkey.
- Runaround (1942, Na honěnou).
- Madman's Holiday (1943), detektivní povídka.
- Arena (1944, Aréna), autorův nejznámější sci-fi příběh vypráví o tom, jak se chystá obrovská bitva o sluneční soustavu mezi obrovskými vojsky pozemšťanů a Cizáků. V tom však zasáhne neznámá mocná entita, která nahradí střet civilizací soubojem dvou jejich náhodně vybraných představitelů na opuštěné planetě.
- The Yehudi Principle (1944, Princip Yehudi).
- Pi in the Sky (1945, Leze, leze po obloze), hříčka o tom, jak z ničeho nic začne čtyři sta osmdesát šest hvězd putovat po obloze..
- Placet is A Crazy Place (1946, Placet je nádherná planeta), povídka o planetě, kde se nelze spoléhat ba vlastní oči.
- Don't Look Behind You (1947, Neohlížejte se), horor, ve kterém autor dokázal věrně vystihnout pokřivenou mysl šílence.
- Miss Darkness (1947), detektivní povídka.
- Knock (1948, Vtom někdo zaklepal na dveře). "Poslední člověk na Zemi seděl sám v místnosti. Vtom někdo zaklepal na dveře."
- Letter to a Phoenix (1949, Dopis Fénixovi).
- Gateway to Darkness (1949, Brána do temnoty).
- Gateway to Glory (1950, Brána k vítězství).
- Vengeance, Unlimited (1950, Flotila pomsty).
- The Last Martian (1950, Poslední Marťan).
- Mitkey Rides Again (1950, Mitkey opět letí), druhá cesta hvězdné myši.
- Man of Distinction (1951, Důležitý člověk).
- The Dome (1951, Kupole).
- The Weapon (1951, Zbraň).
- Something Green (1951, Nádherný zelený svět).
- Rustle of Wings (1953, Šelest křídel).
- Experiment (1954, Důležitý člověk).
- Answer (1954, Odpověď).
- Pattern (1954, Příklad).
- Sentence (1954, Rozsudek).
- Preposterous (1954, Šílenosti).
- Voodoo (1954, Vúdú).
- Blood (1955, Krev).
- Millennium (1955, Milénium).
- First Time Machine (1955, Stroj času).
- The Wench Is Dead (1955, Ta holka je mrtvá), detektivní povídka.
- Expedition (1957, Velitel)
- Nasty (1959, Ohava), stárnoucí muž použije černou magii k vyvolání démona, který mu má vrátit uvadající potenci.
- Rebound (1960, Odraz).
- Earthmen Bearing Gifts (1960, Dar od pozemšťanů).
- Jaycee (1961, Jezule).
- Dead Letter (1961, Smrtící dopis), detektivní povídka.
- Before She Kills (1961, Než přijde smrt), detektivní povídka
- Hobbyist (1961, Koníček), detektivní povídka, česky také jako Zvláštní hobby.
- The Ring of Hans Carvel (1961, Prsten Hanse Carvela).
- Great Lost Discoveries (1961, Velké ztracené objevy).
- The End (1961, Úplný konec), povídka vyšla česky také pod názvem Zlý sen o čase
- Puppet Show (1962, Loutkové divadýlko).
- Double Standard (1963, Pusťte mě z té hnusné bedny!).
- Before She Kills (posmrtně 1984, Dřív než přijde smrt), detektivní povídka.

### Sci-fi povídkové sbírky
- Space on My Hands (1951).
- Angels and Spaceships (1954).
- Honeymoon in Hell (1958, Líbánky v pekle).
- Nightmares and Geezenstacks (1961).
- Daymares (1968).
- Paradox Lost, and Twelve Other Great Science Fiction Stories (1973), posmrtně.
- The Best of Fredric Brown (1977), posmrtně.
- The Best Short Stories of Fredric Brown (1982), posmrtně.
- And the Gods Laughed (1987), posmrtně.
- From These Ashes: The Complete Short SF of Fredric Brown (2001), posmrtně.
- Martians and Madness: The Complete SF Novels of Fredric Brown (2002, posmrtně.
- Daymare and Other Tales from the Pulps (2007), posmrtně.
- The Fredric Brown Megapack: 33 Classic Tales of Science Fiction and Fantasy (2013), posmrtně.
- The Second Fredric Brown Megapack: 27 Classic Science Fiction Stories (2014), posmrtně.

### Sci-fi romány
- What Mad Universe (1948, Ten bláznivý vesmír), satirický román, jehož hrdina se ocitne v alternativním světě, kde jsou představy sci-fi autorů běžnou realitou. Redaktor sci-fi magazínu Keith Winton se stane obětí nepodařeného pokusu letu první rakety na Měsíc. Po výbuchu je považován za mrtvého, ale procitne v paralelním světě, kde je vše, co bylo v povídkách v jeho magazínu, se teď stalo skutečností. Po ulicích se procházejí mimozemské obludy, je běžné létat na Měsíc i na Mars a lidstvo je ve válce s agresivní vesmírnou civilizací Arktuřanů. Keith Winton se zoufale snaží dostat zpátky do svého vesmíru.
- The Lights in the Are Stars (1953, Světla na obloze jsou hvězdy), román odehrávající se v době, kdy lidstvo stojí na pokraji mezihvězdných cest.
- Martians Go Home! (1955, Marťané, jděte domů!). Zemi zaplavují malí zelení mužíčci, kteří jsou sice zcela nemateriální, ale zato velmi otravní, arogantní, cyničtí a dokonce i oplzlí. Lidstvo se nedokáže před touto neuvěřitelnou zlomyslnosti bránit, proto se snaží přítomnost mužíčků ignorovat.
- Rogue in Space (1957, Tulák po vesmíru), román vznikl spojením povídek Gateway to Darkness (1949, Brána do temnoty) a Gateway to Glory (1950, Brána k vítězství).
- The Mind Thing (1961, Mysl, která je). Mimozemšťan užívá v touze po návratu domů pro lidi zničující schopnost ovládání mysli.
- Mitkey Astromouse (1971, Astromyš Mitkey), román pro mládež vzniklý spojením povídek The Star Mouse (1942, Hvězdná myš) a Mitkey Rides Again (1950, Mitkey opět letí), uspořádala Ann Sperberová.

### Sbírky detektivních povídek
- Mostly Murder (1953).
- The Shaggy Dog and Other Murders  (1963)
- Carnival of Crime: The Best Mystery Stories of Fredric Brown (1985), posmrtně.

### Detektivní romány a thrillery

#### Románová série s detektivy Ambrosem a Edem Hunterem
V následujících románech vystupuje dvojice amatérských detektivů, strýc Ambrose Hunter a jeho synovec Ed Hunter.
- The Fabulous Clipjoint (1947, Báječný zapadák),
- The Dead Ringer (1948, Mrtvý dvojník),
- The Bloody Moonlight (1949, Krvavý měsíc),
- Compliments of a Fiend (1950, Pozdravy od ďábla),
- Death Has Many Doors (1951, Smrt má mnoho tváří),
- The Late Lamented (1959, Pozdní lítost),
- Mrs Murphy's Underpants (1963, Spodky paní Murphyové).

#### Další detektivní romány a thrillery
- Murder Can Be Fun (1948, Vražda může být zábava).
- The Screaming Mimi (1949, Křičící Mimi).
- Here Comes a Candle (1950).
- Night of the Jabberwock (1951, Žvahlavova noc), román je pojmenován podle básně Lewise Carrolla Žvahlav (Jabberwocky) z jeho knihy Za zrcadlem a co tam Alenka našla.
- The Case of the Dancing Sandwiches (1951).
- The Far Cry (1951).
- We All Killed Grandma (1952).
- The Deep End (1952).
- Madball (1953).
- His Name Was Death (1954, Jeho jméno bylo Smrt).
- The Wench is Dead (1955).
- The Lenient Beast (1956).
- One for the Road (1958).
- Knock Three-One-Two (1959).
- The Murderers (1961).
- The Five Day Nightmare (1962).

### Série Fredric Brown in the Detective Pulps
Série se skládá z devatenácti povídkových sbírek, které obsahují doposud knižně nevydané autorovy detektivní, tajemné a sci-fi povídky z pulpových magazínů, jeho poezii a také nedokončená díla:
- Homicide Sanitarium (1984).
- Before She Kills (1984).
- Madman's Holiday (1984).
- The Case of the Dancing Sandwiches (1985).
- The Freak Show Murders (1985).
- Thirty Corpses Every Thursday (1986).
- Pardon My Ghoulish Laughter (1986).
- Red is the Hue of Hell (1986).
- Sex Life on the Planet Mars (1986).
- Brother Monster (1987).
- Nightmare in Darkness (1987).
- Who was that Blonde I Saw You Kill Last Night? (1988).
- Three-Corpse Parley (1988).
- Selling Death Short (1988).
- Whispering Death (1989).
- Happy Ending (1990).
- The Water-Walker (1990).
- The Gibbering Night (1991).
- The Pickled Punks (1991).

### Společenské romány
- The Office (1958, Úřad), v románu Fredric Brown zúročil své zkušenosti z doby, když pracoval jako úředník.

## Filmové adaptace
- Crack-Up (1946), americký film podle autorovy povídky Madman's Holiday, režie Irving Reis.
- The Last Man on Earth (1951, Poslední člověk na Zemi), epizoda z amerického televizního seriálu Tales of Tomorrow podle autorovy povídky Knock.
- Miss Darkness (1954), epizoda z amerického televizního seriálu The Pepsi-Cola Playhouse podle autorovy stejnojmenné povídky, režie Leslie H. Martinson.
- Screaming Mimi (1958, Křičící Mimi), americký film podle autorova stejnojmenného románu, režie Gerd Oswald.
- Arena (1967, Aréna), osmnáctý díl amerického televizního seriálu Star Trek natočený podle autorovy stejnojmenné povídky.
- L'Ibis rouge (1975, Červený ibis), francouzský film podle autorova románu Knock Three-One-Two, režie Jean-Pierre Mocky.
- Někdo zaklepal na dveře (1989) československý televizní film, režie Ivan Rajmont.
- Martians Go Home! (1989, Marťané, jděte domů!), americký film, režie David Odell.
- Ça ne se refuse pas (1998), francouzský film podle autorova románu Knock Three-One-Two, režie Eric Woreth.
- Vieille Canaille (1992), francouzský film podle autorova románu His Name Was Death, režie Gérard Jourd'hui.
- La bête de miséricorde (2001), francouzský film podle autorova románu The Lenient Beast, režie Jean-Pierre Mocky.
- Voodoo (2010, Vúdú), kanadský krátký film podle autorovy stejnojmenné povídky, režie Mark Ratzlaff-

## Česká vydání

### Knihy
- SF překlady 5, fanbook věnovaný autorovi, SFK Winston, Praha 1989, přeložil Pavel Moravčík, Ivan Tomek a Petr B. Pražák, obsahuje povídky Odraz, Princip Yehudi, Důležitý člověk, Jezule, Velké ztracené objevy a Úplný konec.
- Ten bláznivý vesmír!, AFSF, Praha 1993, přeložil Miroslav Martan. Román je rovněž obsažen v antologii 3x do vesmíru, André, Praha 1998.

### Povídky
- Smrtící dopis, revue Smaragd 2/1969, přeložil Jan Hlaváček.
- Koníček, povídka vyšla revui Smaragd 2/1969 (přeložil Jan Hlaváček) a pod názvem Zvláštní hobby v magazínu Lidové demokracie Zdroj 1/1970 (přeložil Jiří Slavíček).
- Stroj času, Ahoj na sobotu 1969, číslo 16.
- Hvězdná myš, povídka vyšla v časopise Čtení 1976, č. 1 a v antologii Vesmír je báječné místo pro život, Mladá fronta, Praha 1987, přeložil Jaroslav Kořán.
- Kupole, Kviz 1977, č. 4.
- Nádherný zelený svět, Sedmička pionýrů, 13. ročník, 1980, číslo 45.
- Odpověď, povídka vyšla v antologiích Stvořitelé nových světů, Albatros, Praha 1980 (přeložil Ivo Železný) a Rychlý jako gepard a řvoucí jako lev, Classic 1994 (přeložil Martin Janda).
- Ještě není nic ztraceno, povídka vyšla v novinách Lidová demokracie ročník 36, 1980, č. 138 a pod názvem Ještě není pozdě ve fanbooku Science fiction 1989/17, SFK Winston, Praha, přeložil Roman Lipčík.
- Vtom někdo zaklepal na dveře, antologie Pozemšťané a mimozemšťané, Svoboda, Praha 1981, přeložil Jaroslav Veis.
- Leze, leze po obloze, antologie Experiment člověk, Svoboda, Praha 1983, přeložil Jaroslav Veis.
- Experiment, fanbook Lety zakázanou rychlostí 1., SFK BC VÚMS Praha 1985, přeložil Jan Pavlík.
- Na honěnou, fanbook Lety zakázanou rychlostí 1., SFK BC VÚMS Praha 1985, přeložila Hana Kašparovská.
- Šílenosti, Zápisník, ročník 1985, číslo 10, přeložil Jaroslav Olša, jr.
- Flotila pomsty, fanzin Makropulos č. 11, SFK Makropulos, Šumperk 1986, přeložil Jan Pavlík.
- Vúdú, Svobodné slovo, 43, 1987, č. 154, přeložil Václav Kříž.
- Rozsudek, fanzin Bene Gesserit 6, SFK Winston, Praha 1988.
- Dopis Fénixovi, povídka vyšla ve fanzinu SFK AF 167, Brno 1988 a ve fanbooku Lety zakázanou rychlostí 3., SFK BC VÚMS Praha 1988, přeložila Hana Kašparovská.
- Placet je nádherná planeta, fanzin Laser č. 15 4/1988, SFK Laser Čelákovice, přeložil Jan Pavlík.
- Poslední Marťan, Mladý svět 1988, číslo 51, přeložil Pavel Weigel.
- Dar od pozemšťanů, fanbook Science fiction 1989/16, SFK Winston, Praha.
- Loutkové divadýlko fanbook Science fiction 1989/17, SFK Winston, Praha, přeložil Pavel Weigel.
- Pusťte mě z té hnusné bedny!, fanbook Science fiction 1989/17, SFK Winston, Praha, přeložil Roman Lipčík.
- Velitel, Zápisník, ročník 1989, číslo 19, přeložil Jaroslav Olša, jr.
- Šelest křídel, Zápisník, ročník 1990, číslo 13, přeložil Miroslav Martan.
- Aréna, povídka vyšla v časopise nakladatelství Polaris Exalticon 1991/04 a v antologiích Krajní meze 1., Talpress, Praha 1998 a Síň slávy: Nejlepší SF povídky všech dob 1929 - 1946, Baronet, Praha 2003.
- Zbraň, antologie Jiné světy, Winston Smith, Praha 1993, přeložil Jan Šťastný.
- Milénium, antologie Fantasy & Science Fiction 1994/04, Polaris, Frenštát pod Radhoštěm, přeložil Josef Hořejší.
- Příklad, povídka vyšla v překladu Martina Jandy v antologii Rychlý jako gepard a řvoucí jako lev, Classic 1994.
- Zlý sen o čase, povídka vyšla v překladu Martina Jandy v antologii Rychlý jako gepard a řvoucí jako lev, Classic 1994 (jde o povídku Úplný konec z fanbooku SF překlady 5).
- Krev, povídka vyšla v překladu Martina Jandy v antologii Rychlý jako gepard a řvoucí jako lev, Classic 1994 a v antologii Z upířích archivů - Kniha I., Plejáda, Praha 2010.
- Neohlížejte se, antologie Hlas krve, Najáda, Praha 1996, přeložila Ludmila Kosatíková.
- Prsten Hanse Carvela, antologie Divodějní, Talpress, Praha 1997, přeložila Agáta Kratochvílová.
- Ohava, antologie Čaroplavci, Talpress, Praha 1998, přeložila Agáta Kratochvílová.
- Ta holka je mrtvá, antologie Zločin, Domino, Ostrava 2003, přeložil Jiří Kobělka.
- Dřív než přijde smrt, antologie Soukromé očko, Domino, Ostrava 2005, přeložila Zuzana Pernicová.
- Než přijde smrt, antologie Soukromé očko, Domino, Ostrava 2005, přeložila Zuzana Pernicová.